# Hugo Fernández Artucio
Hugo Fernández Artucio (Montevideo, 30 de marzo de 1912 - Caracas, Venezuela, 5 de febrero de 1974) fue un profesor de filosofía, historiador, gremialista y político uruguayo.

## Biografía
Fue editor del Free World en Nueva York. Luchó durante dos años en la Brigada Lincoln durante la guerra civil española en defensa de la Segunda República, siendo hecho prisionero por los franquistas.
Autor del libro Nazis en el Uruguay (Buenos Aires, 1940), donde denuncia la actuación del Partido Nacional Socialista en el Uruguay, el espionaje nazi y la prédica del odio racial y de clases. También escribió The Nazi Underground in South America (Nueva York, Farrar & Rinehart, 1942)., este último a instancias de Charles de Gaulle.
Integró la Comisión Especial para Palestina que apoyaba la creación del Estado de Israel.
Fue secretario general del Partido Socialista del Uruguay, que abandonó tras la firma del pacto germano-soviético, manteniendo a partir de entonces una posición socialista anarquizante. Tiempo después adheriría al batllismo, creando la agrupación sindical Acción Gremial Batllista.
Casado con Julia Faingold, tuvo cuatro hijos: Hugo (quien fue Vicepresidente de Uruguay), Julio, María Raquel y Elsa.
En 1969 fue designado embajador de Uruguay en Venezuela. Falleció en Caracas, el 5 de febrero de 1974.